# Alprazolam
Alprazolam, também conhecido pelos nomes comerciais Xanax, Apraz, Frontal, entre outros, é um fármaco utilizado em distúrbios da ansiedade e agorafobia. Trata-se de uma benzodiazepina que estimula a ação do ácido gama-aminobutírico (GABA), reduzindo a ansiedade moderada e ansiedade associada a depressão. Também possui propriedades sedativas, hipnóticas, anticonvulsionantes e de relaxamento muscular.

## Reações adversas
- Sonolência.
- Descoordenação motora.
- Alterações gastro-intestinais.
- Diarreia.
- Vómitos.
- Alterações do apetite.
- Alterações visuais.
- Irregularidades cardiovasculares.
- Alteração da memória.
- Confusão.
- Depressão.
- Vertigem.
- Gagueira.
- Disfagia (Raro)
- Perda da libido.

## Contra indicações e precauções
- As doses devem ser reduzidas nos idosos.[7]
- Deve ser administrado com cuidado em doentes com miastenia grave ou insuficiência respiratória ou com apneia do sono.
- Não deve ser administrado em doentes com porfiria.
- Não deve ser inalado e deve ser evitado o contacto com a pele.
- Inibição sexual
- Em qualquer hipótese não misturar com qualquer tipo de opiáceo em decorrência de uma depressão respiratória.
- Alguns usuários já relataram severos sintomas de abstinência após a retirada do Alprazolam. O desmame correto do medicamento deve ser orientado pelo seu médico.

## Interações
Deve ser evitado o uso concomitante de álcool e medicamentos depressores do Sistema Nervoso Central.

## Posologia

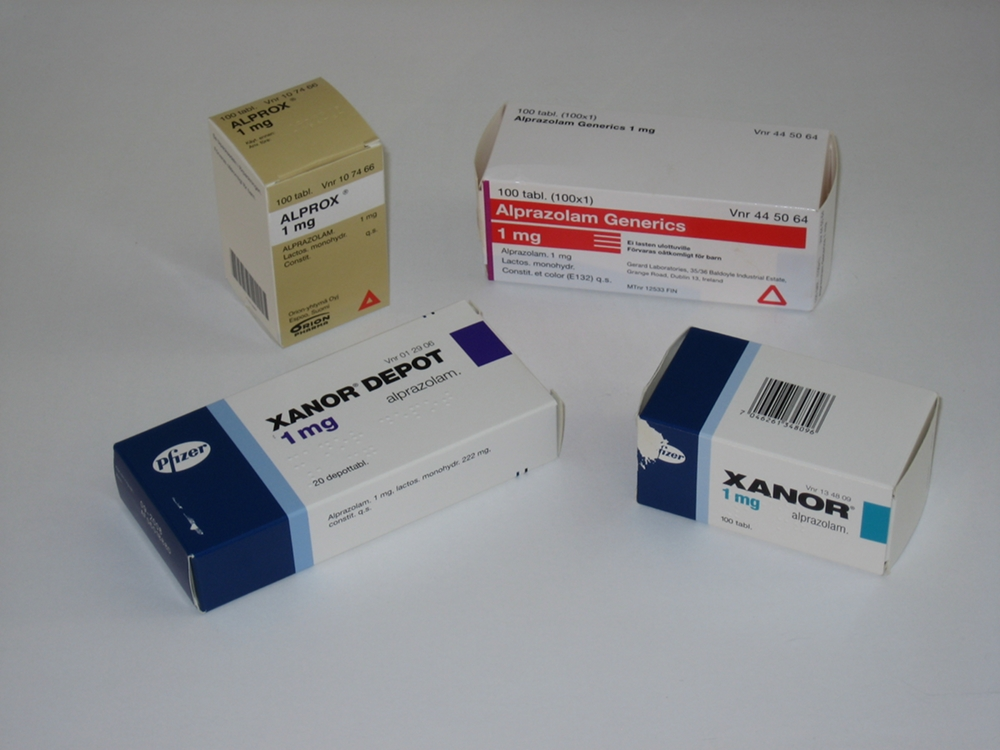
Medicamentos que contém o princípio ativo alprazolam

As doses são ajustadas individualmente de acordo com critério médico. Para tal ajuste, o médico determina a menor dose que controle os sintomas. Geralmente é aplicado uma dose entre 0,25 a 0,5 mg, 3 vezes/dia em adultos saudáveis e 0,25 mg, 3 vezes/dia em idosos ou debilitados. Os tratamentos estão estabelecidos em até quatro semanas e as doses são aumentadas e diminuídas de forma gradual. A maioria dos pacientes respondem a doses situadas entre 2 e 4 mg. Apresentações: comprimidos de 0,25 mg, 0,5 mg, 1,0 mg ou 2,0 mg.

## Farmacocinética
- Alprazolam atravessa a barreira placentária e aparece em pequenas doses no leite materno (cerca de 3% da dose ingerida pela mãe)
- A meia-vida da alprazolam é de cerca de 11,4  horas nos indivíduos saudáveis e cerca de 19,7 horas em indivíduos com cirrose hepática.
- O pico de maior concentração no plasma é obtido ao fim de uma ou duas horas após a ingestão.
- 70% a 80 % de alprazolam liga-se às proteínas plasmáticas
- É metabolizado no fígado, dando origem ao metabolito hidroxialprazolam que tem cerca de metade da ação do alprazolam.

## Excreção
- Alprazolam é excretado pela urina, assim como os seus metabolitos.

## Toxicidade
- O tratamento a longo prazo com alprazolam levanta preocupações sobre o seu potencial de abuso, dependência, fenómenos de abstinência e tolerância.[10]
- O alprazolam é usado de forma abusiva por razões não médicas, muitas vezes em combinação com álcool, drogas de abuso e outros medicamentos.[11] Têm sido relatados aumentos de casos de toxicidade fatal envolvendo o alprazolam sendo que o uso concomitante de outros medicamentos como depressores do sistema nervoso central (diazepam, opioides, álcool) ou psicostimulantes (cocaína, metanfetamina) foi, na maioria das vezes, relatado. O papel do alprazolam nessas mortes por polidrogas não é claro, mas nos casos que envolvem opioides e/ou álcool, embora os efeitos depressores de cada medicamento individualmente possam não ser tóxicos, os seus efeitos combinados podem produzir depressão respiratória substancial.[12] Comparativamente com outros fármacos da mesma classe, o alprazolam é dos mais tóxicos.[13]
- Verificam-se discrepâncias significativas entre os hábitos de prescrição e o risco associado ao uso de alprazolam devendo, por isso, a prescrição ser mais cautelosa.[10]